# ふわふわわ
『ふわふわわ』は、おはガールふわわが2014年11月4日にリリースしたアルバム。

## 概要
- Type-A・B・C・Dの4タイプがある。
- Type-AのみCD+DVDであり、Type-B・C・DはCDのみである。
- 9月10日に「クロスマイハート」がレコチョクから先行配信された。

## 収録曲
- ボーナストラックとして、真心ブラザーズのカバー曲「あいだにダイア」がすべてのTypeに収録されている。

### Type-A
1. トロイメライライン
作詞：MEG.ME、作曲・編曲：筑田浩志
2. クロスマイハート
作詞：MEG.ME、作曲・編曲：筑田浩志
3. クリプレ!（おはガールちゅ!ちゅ!ちゅ!　カバー）
4. ハピ!ハピ!ハピバースデー!（おはガールちゅ!ちゅ!ちゅ!　カバー）
5. トロイメライライン（カラオケ）
6. クロスマイハート（カラオケ）

付属DVD
- トロイメライラインMV
- クロスマイハートMV
- あいだにダイアMV
- トロイメライライン&クロスマイハート メイキング 〜ふわわの輪〜

### Type-B
1. トロイメライライン
2. クロスマイハート
3. 風そよぐ丘（あいソロ楽曲）
作詞：NODA AKIKO、作曲・編曲：筑田浩志
4. ハピ!ハピ!ハピバースデー!（おはガールちゅ!ちゅ!ちゅ!　カバー）
5. トロイメライライン（カラオケ）
6. クロスマイハート（カラオケ）
7. 風そよぐ丘（カラオケ）

### Type-C
1. トロイメライライン
2. クロスマイハート
3. 恋のウインドチャイム（さやソロ楽曲）
作詞：井上トモノリ、作曲・編曲：筑田浩志
4. ハピ!ハピ!ハピバースデー!（おはガールちゅ!ちゅ!ちゅ!　カバー）
5. トロイメライライン（カラオケ）
6. クロスマイハート（カラオケ）
7. 恋のウインドチャイム（カラオケ）

### Type-D
1. トロイメライライン
2. クロスマイハート
3. Happy stage（しゅりソロ楽曲）
作詞：吉田詩織、作曲・編曲：筑田浩志
4. ハピ!ハピ!ハピバースデー!（おはガールちゅ!ちゅ!ちゅ!　カバー）
5. トロイメライライン（カラオケ）
6. クロスマイハート（カラオケ）
7. Happy stage（カラオケ）

## 発売記念インストア・イベント
アルバム発売を記念し、2014年9月21日から11月9日にかけてインストア・イベントが開催された。
| 公演日   | 都道府県 | 会場                   |
| -------- | -------- | ---------------------- |
| 9月21日  | 埼玉県   | アリオ川口             |
| 10月5日  | 東京都   | タワーレコード津田沼店 |
| 10月18日 | 東京都   | アキバ☆ソフマップ1号店 |
| 11月3日  | 千葉県   | イオンモール津田沼     |
| 11月8日  | 東京都   | タワーレコード渋谷店   |
| 11月9日  | 神奈川県 | アリオ橋本             |